# Cento
Pour les articles homonymes, voir CENTO.

Cento (Zènt ou Zänt en dialecte bolonais)  est une ville de la province de Ferrare dans l'Émilie-Romagne en Italie.

## Géographie
La commune de Cento se situe à une altitude de 15 mètres sur un territoire de plaine rendu fertile par les alluvions déposées par le fleuve Reno. La cité émerge sur la rive gauche du fleuve et est traversée par la route nationale SS255 qui, au sud, mène à Bologne (28 km) et au nord-est, à Ferrare (27 km) et passant par Sant'Agostino.

## Histoire
L’emblème de la commune est une crevette qui rappelle les pêches pratiquées sur le territoire quand celui-ci était envahi par les marais de la valle Padusa.
À l’origine la cité était rattachée à la commune de Pieve di Cento, de laquelle elle fut séparée en 1376 par un décret de Bernardo de Bonnevalle, évêque de Bologne, qui reconnut à Pieve di Cento le statut de cité autonome et Cento en fut définitivement et physiquement séparé à la suite de la rupture des digues du Reno (évènement naturel) au XVIe siècle, dont les effets dévastateurs déplacèrent le lit du fleuve entre les deux cités.
En 1502, le pape Alexandre VI cède Cento en dot à Lucrèce Borgia (sa fille), à l’occasion de son mariage avec le duc Alphonse de la maison d’Este. Cento ne retournera à l’État pontifical qu’en 1598.
En 1754, le pape Benoît XIV élève Cento au rang de Cité et durant la République cisalpine (1797) elle est choisie comme chef-lieu du département de la haute valle Padusa .
Par le vote plébiscitaire de 1860, la cité est annexée au royaume de Sardaigne.
En 1928, un décret modifie les limites d’avec le bourg Pieve di Cento qui fait partie de la province de Bologne.
Cento a été touché par le séisme de mai 2012 qui a provoqué une victime et quelques dommages à certains édifices anciens.

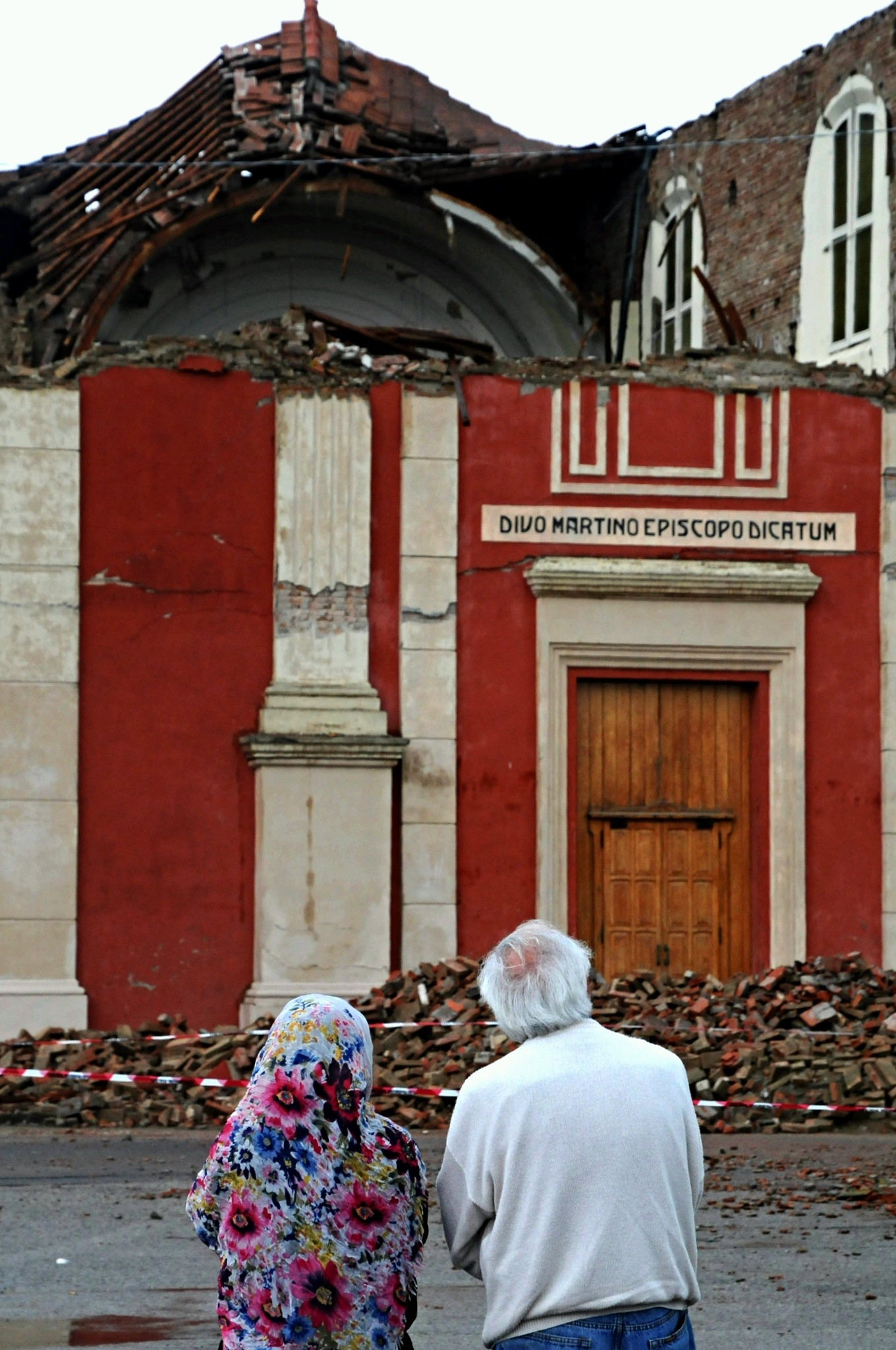
L’église de Saint-Martin de Tours écroulée à la suite du séisme du 20 mai 2012

## Monuments et lieux d’intérêt
- La structure urbaine remonte au Moyen Âge et est caractérisée par la présence sur les voies principales de portiques et de palais historiques, comme le palais du gouverneur, la Casa Pannini et l’église du Rosaire.
- Autres monuments : 
  - l'antique Rocca ;
  - le Théâtre communal Giuseppe Borgatti ;
  - la pinacothèque civique (œuvres de Giovanni Francesco Barbieri dit le Guerchin), spécialiste du baroque ;
  - la galerie d’art moderne Aroldo Bonzagni, peintures caractéristiques de l'art italien du XXe siècle.

## Fêtes et évènements
- la Foire de Cento, pendant tout le mois de septembre, manifestations artistiques et théâtre de rue.
- Pâques rosata, manifestation historique de style Renaissance, en costumes et armes d’époque.
- la foire de San Biagio, 3 février.
- Le carnaval de Cento[2] est considéré comme l'un des plus spectaculaires d'Italie. À l'issue de la fête, les chars allégoriques sont mis en compétition. Ils sont réalisés par les six associations parties prenantes du carnaval.

## Économie
La longue phase de bonification des terrains marécageux et leur orientation vers l’agriculture, a permis la culture céréalière, fruitière et horticole.
De nombreuses petites entreprises de mécanique participent à l’économie locale, comme VM Motori, fondée à Cento en 1947, spécialisée dans la fabrication des moteurs diésel.

## Personnalités liées à Cento

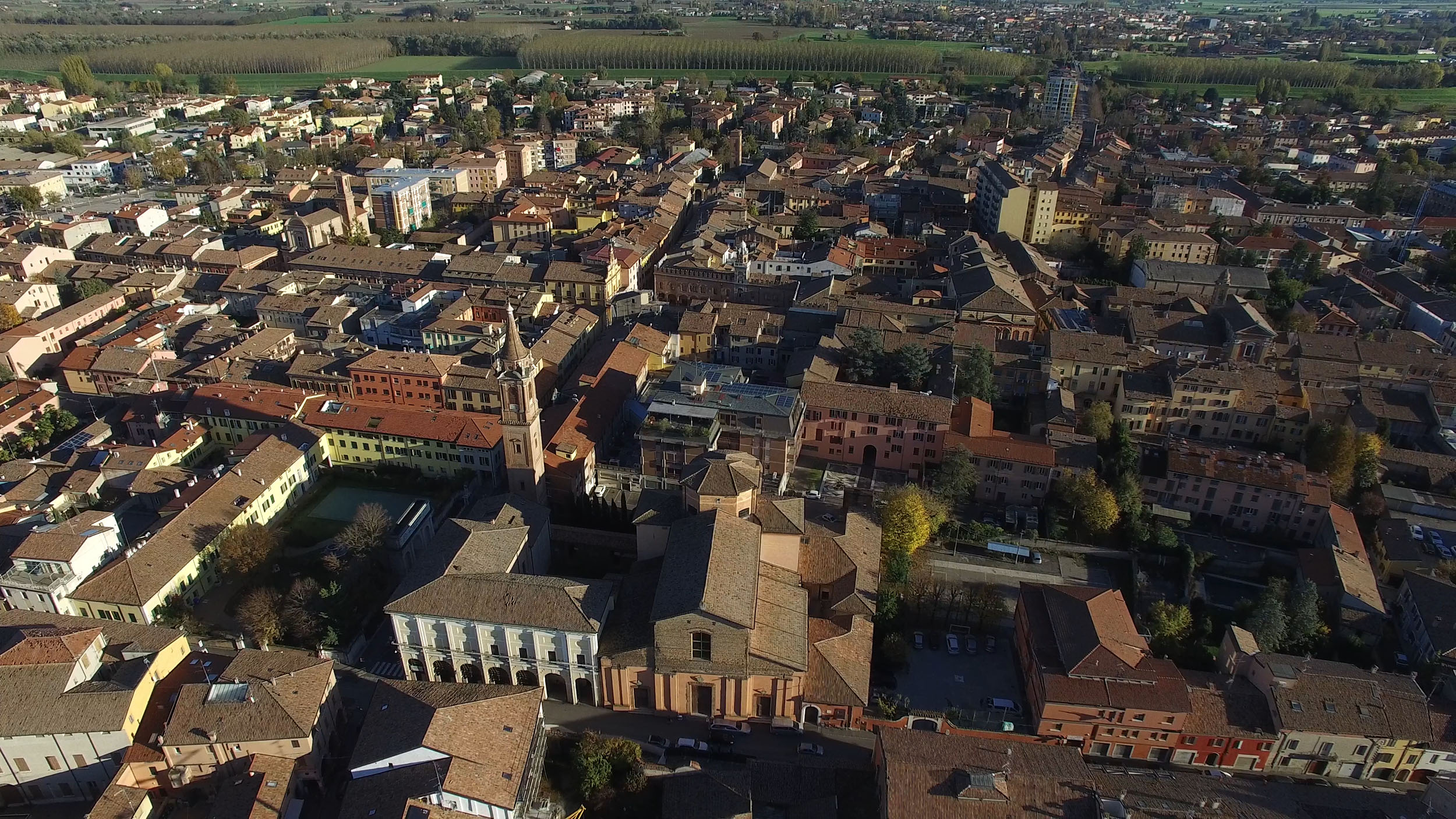
Vue aérienne du centre-ville.

- Marco Zoppo (Cento 1433 – Venise 1478), peintre
- Benedetto Gennari (XVIe siècle – Cento 1610), peintre
- Cesare Cremonini (1550-1631), philosophe
- Giovan Francesco Barbieri Guercino (1591-1666), peintre baroque
- Benedetto Gennari le Jeune (Cento 1633 – Bologne 1715), peintre
- Cesare Gennari (Cento 1637 – Bologne 1688), peintre
- Girolamo Baruffaldi (Ferrare 1675 – Cento 1755), prêtre et poète
- Antonio Lamberto Rusconi (Cento 1743 – Imola 1825), cardinal
- Bartolomeo Campagnoli (Cento 1751 – Neustrelitz 1827), violoniste
- Giuseppe Alberghini (Cento 1770 – Rome 1847), cardinale
- Ugo Bassi (Cento 1801 – Bologne 1849), patriote
- Leone Carpi (Cento 1810 – Rome 1898), économiste et journaliste
- Giuseppe Borgatti (1871-1950), ténor
- Mario Maccaferri (1900-1993), luthier, créateur des guitares Selmer jouées par Django Reinhardt
- Giovanni Malagodi (Londres 1904 – Rome 1991), personnalité politique et économiste
- Ferruccio Lamborghini (Renazzo de Cento 1916 - 1993), industriel, créateur de la marque de voitures de sport Lamborghini
- Jessica Rossi (Renazzo 1992), tireuse sportive

## Administration
| Période                                  | Période  | Identité     | Étiquette     | Qualité |
| ---------------------------------------- | -------- | ------------ | ------------- | ------- |
| 19 juin 2006                             | En cours | Flavio Tuzet | Centro-Destra |         |
| Les données manquantes sont à compléter. |          |              |               |         |

### Hameaux
Alberone, Bevilacqua, Buonacompra, Casumaro, Corporeno, Dodici Morelli, Renazzo, Reno Centese, Molino Albergati

### Communes limitrophes
Bondeno, Castello d'Argile, Crevalcore, Finale Emilia, Pieve di Cento, San Giovanni in Persiceto, Sant'Agostino

## Population

### Évolution de la population en janvier de chaque année
| 1861   | 1901   | 1921   | 1951   | 1961   | 1971   | 1981   | 1991   | 2001   |
| ------ | ------ | ------ | ------ | ------ | ------ | ------ | ------ | ------ |
| 17 627 | 19 230 | 21 261 | 23 958 | 24 901 | 27 091 | 29 233 | 29 039 | 29 297 |

| 2011   | - | - | - | - | - | - | - | - |
| ------ | - | - | - | - | - | - | - | - |
| 35 352 | - | - | - | - | - | - | - | - |

### Ethnies et minorités étrangères
Selon les données de l’Institut national de statistique (ISTAT) au 1er janvier 2011 la population étrangère résidente était de 3 800 personnes.
Les nationalités majoritairement représentatives étaient :
| Pos. | Pays     | Population |
| ---- | -------- | ---------- |
| 1    | Maroc    | 928        |
| 2    | Pakistan | 552        |
| 3    | Albanie  | 443        |
| 4    | Roumanie | 392        |
| 5    | Chine    | 289        |
| 6    | Tunisie  | 210        |
| 7    | Ukraine  | 205        |
| 8    | Moldavie | 126        |
| 9    | Pologne  | 92         |
| 10   | Nigeria  | 72         |

## Jumelages
- Maratea (Italie)
- Székesfehérvár (Hongrie)
- Vicente Lopez (Argentine)

## Météorite
Une météorite est tombée à Renazzo le 15 janvier 1824, y laissant trois gros fragments avec une grande valeur scientifique.

## Honneur
L'astéroïde (113626) Centorenazzo est nommé d'après Renazzo, partie de Cento.